# Karlslundtunneln
Karlslundstunneln är en järnvägstunnel nära Karlslund söder om Vårsta i Botkyrka kommun. Tunneln är med sina 1 295 meter dubbelspår den näst längsta tunneln på Grödingebanan som öppnades för trafik i november 1994.